# Earthship
Una Earthship o Nave Tierra es un tipo de casa con diseño bioclimático hecha de materiales naturales o reciclados. Diseñadas inicialmente por la empresa Earthship Biotecture of Taos en Nuevo México, con el arquitecto Michael Reynolds a la cabeza, principalmente estos hogares están hechos para funcionar autónomamente y son construidos generalmente de neumáticos rellenos de tierra, usando la masa termal para regular de manera natural la temperatura interior. 

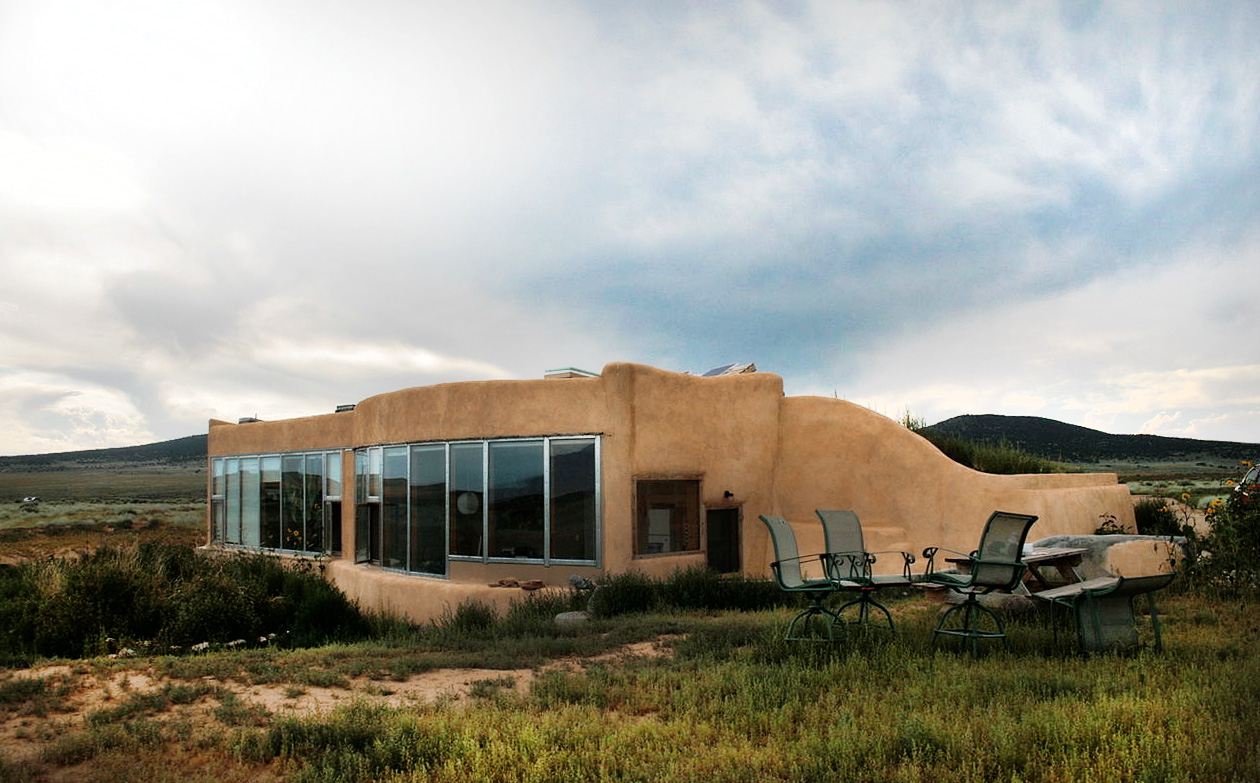
Exterior de una moderna Earthship

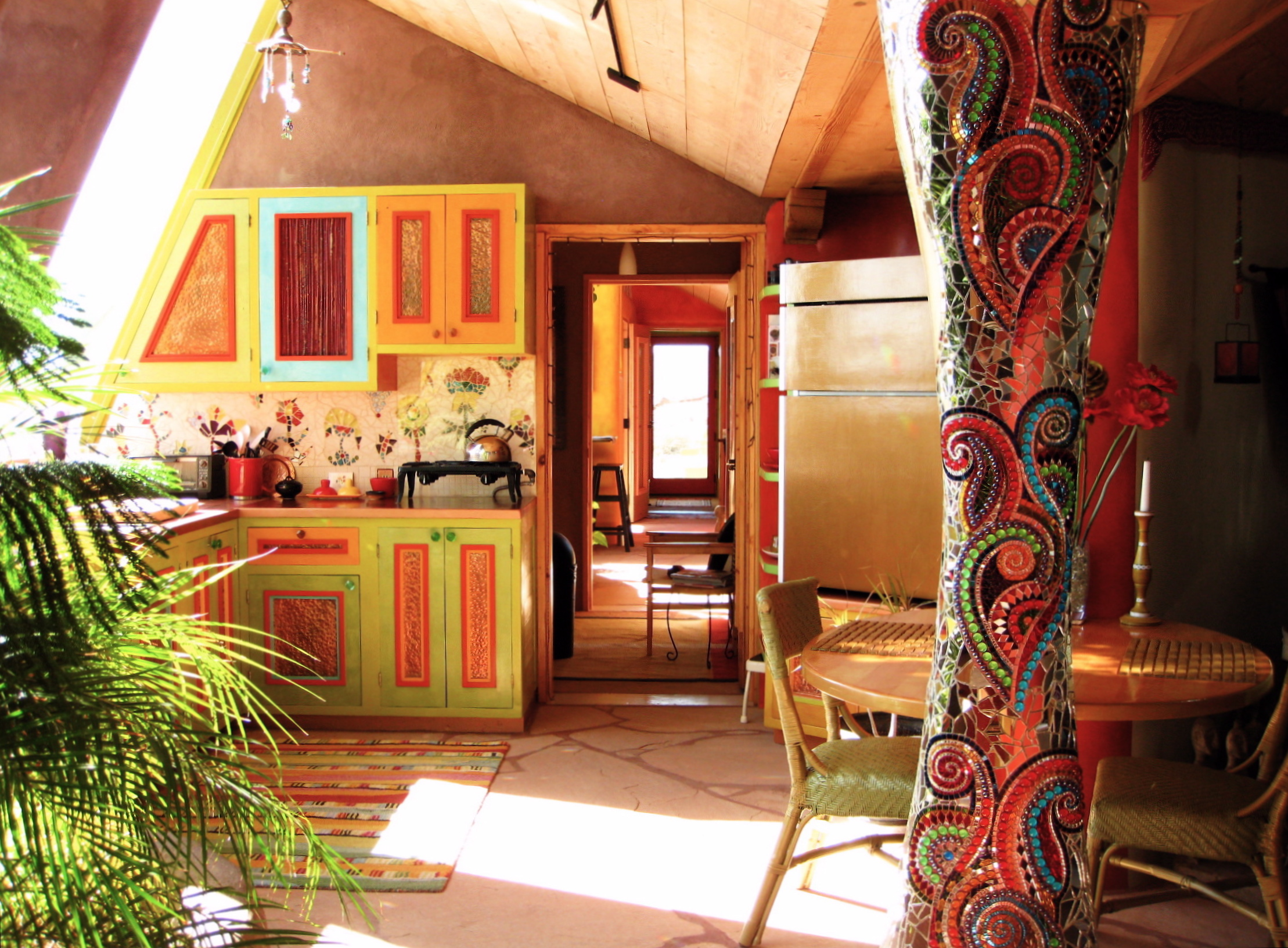
Solaria Earthship (Taos, Nuevo México)

Usualmente tienen su propio sistema especial de ventilación. Las Earthships son generalmente hogares autosuficientes minimizando energía y combustibles fósiles. Estos edificios son construidos para utilizar los recursos locales disponibles, especialmente el sol. Por ejemplo, las ventanas de cara al sol de los muros admiten luz y calor, y los edificios suelen tener la forma de una herradura para maximizar la luz natural y para ganar más sol durante los meses de invierno. Los densos muros interiores así como los ambientes semienterrados proporcionan inercia térmica que regula y aísla la temperatura interior de temperaturas extremas exteriores.
Los muros internos que no son maestros suelen ser hechos en estructuras de panel de latas recicladas. Se suelen unir con estuco.
Los tejados de las casas están fuertemente aislados – frecuentemente con tierra o adobe – para ganar eficiencia energética.

## Argentina
El proyecto NaveTierra MDQ está activando en Argentina, en la ciudad de Mar del Plata, para materializar el proyecto de una NaveTierra con fines didácticos. Mientras se consiguen tierras para la localización, en la Estación Permacultural se desarrollan y ponen en práctica los conocimientos para llegar a este objetivo.

## Uruguay
En la localidad costera de Jaureguiberry, Departamento de Canelones, Uruguay, se encuentra la primera escuela sustentable de Latinoamérica basada en los principios de la Permacultura y Bioconstrucción de Michael Reynolds. 